# Phomopsis longicolla
Phomopsis longicolla är en svampart som beskrevs av Hobbs 1985. Phomopsis longicolla ingår i släktet Phomopsis och familjen Diaporthaceae.   Inga underarter finns listade i Catalogue of Life.

## Bildgalleri

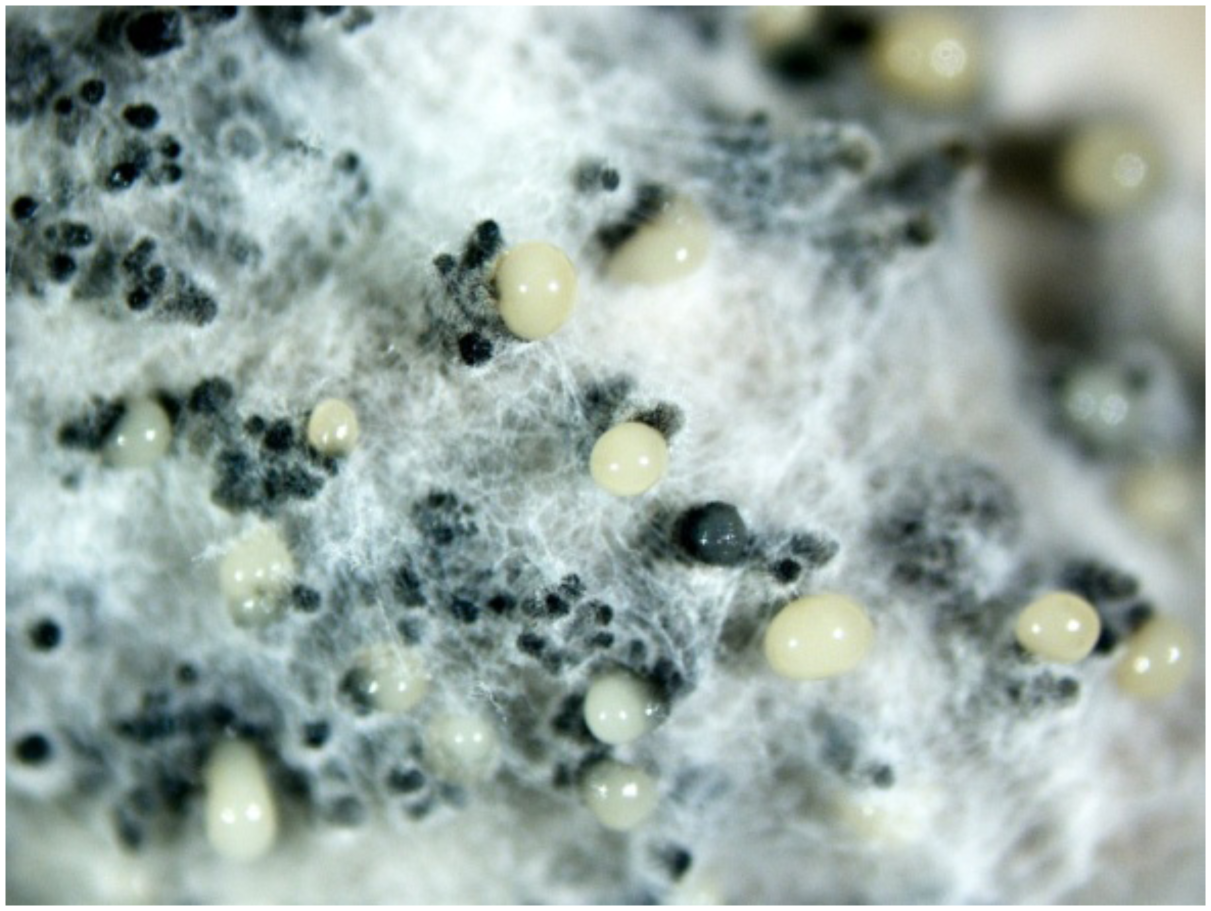